# Yamoussoukro
Yamoussoukro  è la capitale amministrativa della Costa d'Avorio, di cui costituisce un distretto autonomo. È situata 240 km a nord di Abidjan.

## Storia

### Preistoria
I numerosi utensili di pietra trovati nel paese, specialmente nel nord ed al centro, datanti dal Paleolitico, alcune centinaia di migliaia di anni fa, attestano che la Costa d'Avorio è stata occupata fin dai tempi antichi.
In epoca più recente del Neolitico, il Sahara ha cominciato a desertificarsi. Di fronte all'essiccamento delle loro terre arabili e dei loro pascoli, gli africani del nord sono discesi verso il sud per ritrovarvi migliori condizioni climatiche, in particolare un tasso d'igrometria più elevato, che permettesse loro di continuare a dedicarsi all'allevamento o alle colture.
Questa migrazione verso il sud ha sconvolto la geografia umana dei paesi sub-sahariani, dove popoli antichissimi vivevano già e dovettero ripiegare per lasciar il posto ai nuovi arrivati.
Tra tali popoli, c'erano i Pigmei, oggi rifugiati nella grande foresta dell'Africa centrale, ed il cui inserimento nella regione nei tempi preistorici era già segnalata dagli Egiziani e dallo storico greco Erodoto fino nell'alta valle del Nilo.

### Periodo precoloniale
Fino al XV secolo, non si conoscono testimonianze scritte del popolamento della Costa d'Avorio, contrariamente ai reami situati più a nord.
Gli specialisti stimano tuttavia che il popolamento Baulé della regione di Yamoussoukro, come quello della regione di Bouaké, più a nord, risulta dall'epopea, nel XVIII secolo, della Regina Pokou e di sua sorella Akwa Boni nella loro migrazione, attraverso la savana, a partire dal Ghana.
Tale epopea è sostanzialmente raccontata di generazione in generazione sino ai nostri giorni dai griot, che hanno una funzione sociale essenziale nelle società africane.

### Periodo coloniale
La regina Yamousso, nipote di Kouassi N'Go, governava il villaggio di N'Gokro all'epoca della colonizzazione francese. Il villaggio contava 475 abitanti ed era uno dei 129 villaggi Akoué.
Vennero stabilite delle relazioni commerciali e diplomatiche, ma nel 1909, su ordini del capo di Djamlabo, gli Akoué si rivoltarono contro l'amministrazione. La stazione di Bonzi, a sette chilometri da Yamoussoukro sulla strada Bouaflé, venne messa a fuoco e l'amministratore francese, Simon Maurice, fu risparmiato solo grazie all'intervento di Kouassi N'Go. Questo rispettato ex-capo persuase gli Akoué a non scatenare una guerra che sarebbe potuta finire solo con un disastro.
Con il ritorno alla normalità della situazione, Simon Maurice, giudicando che Bonzi era diventata insicura, decise di trasferire la stazione militare francese a N'Gokro, dove l'amministrazione francese fece costruire una piramide in memoria di Kouassi N'Go, capo degli Akoué, e, in omaggio a Yamousso, N'Gokro venne ribattezzata Yamoussoukro.
Nel 1919 la stazione civile di Yamoussoukro venne rimossa e Félix Houphouët-Boigny divenne capo del villaggio nel 1939. Passò un lungo periodo in cui Yamoussoukro, piccola cittadina agricola, rimase nell'ombra, fino a dopo la guerra, quando vide la creazione dell'African Agricultural Trade Union e le prime conferenze dei suoi dirigenti. Ma fu solo con l'indipendenza che Yamoussoukro iniziò finalmente a crescere.

### Dall'indipendenza
Dopo il 1964 il presidente Félix Houphouët-Boigny fece dei piani ambiziosi per la città ed iniziò a costruire. In un giorno del 1965, successivamente chiamato la "Grande Lezione di Yamoussoukro", egli visitò le piantagioni con i leader del paese, invitandoli a riportare nei loro villaggi gli sforzi e i conseguimenti agricoli della regione. Il 21 luglio 1977 Houphouët-Boigny offrì le sue piantagioni allo Stato.
Nel marzo 1983 Yamoussoukro divenne la capitale politica ed amministrativa della Costa d'Avorio dopo che, nel giro di un secolo, lo erano state Grand-Bassam (1893), Bingerville (1900) e Abidjan (1933). La maggior parte delle attività economiche si svolgono comunque tuttora ad Abidjan.
Il 6 novembre 2004 l'aeroporto di Yamoussoukro venne attaccato dalla fanteria francese, dopo che un aereo militare proveniente dall'aeroporto aveva bombardato i soldati dell'ONU, oltre a degli obiettivi dei ribelli, e nove militari francesi e un civile statunitense erano rimasti uccisi. Due Sukhoi Su-25 della Costa d'Avorio e diversi elicotteri Mil Mi-24 vennero distrutti, vale a dire la maggior parte delle forze aeree della nazione. La folla cercò di attaccare le truppe francesi in seguito all'incursione nell'aeroporto.

## Monumenti e luoghi d'interesse
Yamoussoukro è sede del luogo di culto cristiano più alto e più grande del pianeta: la basilica di Nostra Signora della Pace di Yamoussoukro, consacrata da papa Giovanni Paolo II il 10 settembre 1990.
Luoghi degni di interesse sono la diga di Kossou, la Fondazione Félix Houphouët-Boigny, la Casa del PDCI-GDR, le varie scuole dell'Istituto politecnico Félix Houphouët-Boigny, l'aeroporto internazionale (con una media di 600 passeggeri e 36 voli nel 1995, era uno dei due soli aeroporti in Africa che potevano ospitare il Concorde), il municipio, il tempio protestante, la moschea e il palazzo degli Ospiti.

## Clima
| Yamoussoukro        | Mesi | Mesi | Mesi | Mesi | Mesi | Mesi | Mesi | Mesi | Mesi | Mesi | Mesi | Mesi | Stagioni | Stagioni | Stagioni | Stagioni | Anno  |
| Yamoussoukro        | Gen  | Feb  | Mar  | Apr  | Mag  | Giu  | Lug  | Ago  | Set  | Ott  | Nov  | Dic  | Inv      | Pri      | Est      | Aut      | Anno  |
| ------------------- | ---- | ---- | ---- | ---- | ---- | ---- | ---- | ---- | ---- | ---- | ---- | ---- | -------- | -------- | -------- | -------- | ----- |
| T. max. media (°C)  | 31,7 | 33,8 | 33,7 | 33,1 | 31,9 | 30,2 | 28,6 | 28,7 | 29,5 | 30,4 | 30,9 | 30,3 | 31,9     | 32,9     | 29,2     | 30,3     | 31,1  |
| T. min. media (°C)  | 19   | 21,4 | 22,0 | 22,0 | 21,4 | 21,2 | 20,5 | 20,7 | 20,7 | 20,6 | 20,5 | 19,2 | 19,9     | 21,8     | 20,8     | 20,6     | 20,8  |
| Precipitazioni (mm) | 12   | 41   | 106  | 125  | 155  | 164  | 88   | 82   | 170  | 124  | 36   | 15   | 68       | 386      | 334      | 330      | 1 118 |